# تيفاني لينكولن
تيفاني لينكولن (بالإنجليزية: Tiffany Lincoln)‏ هي لاعبة كرة الشبكة أسترالية، ولدت في 7 أبريل 1985.